# Edith Polón
Edith Polón, född Ahnger 7 maj 1869 i Helsingfors, död 12 mars 1915 i Helsingfors, var en finländsk författare och sångtextförfattare. 
Polón var dotter till referendariesekreteraren Berndt Ahnger och Mina Nyberg. Modern var intresserad av poesi, något som tidigt gick i arv till dottern. Polón växte upp i ett religiöst hem och behöll under hela sitt liv ett stort intresse för religion. I unga år var Polón inställd på att bli sångerska och studerade en tid vid Helsingfors musikinstitut. Därefter erbjöds hon att studera för Pauline Lucca i Paris, men på grund av en rad dödsfall i familjen kom så aldrig att ske.
Till de sånger Polón författade märks bland andra Vanha Sanna (inspelad av Hilja Vilonen 1928), Körö körö kirkkoon (inspelad av Lauri Sirelius 1929), Orava, Mää mää lampaani, Jänis istui maassa och Aa aa Heikki.
Polón var gift med Eduard Polón, med vilken hon hade fem barn.

## Verk
- 1914 – Tre pojkar, Söderström (finsk översättning av Helmi Krohn, WSOY 1916)